# 1779
Évszázadok: 17. század – 18. század – 19. század
Évtizedek: 1720-as évek – 1730-as évek – 1740-es évek – 1750-es évek – 1760-as évek – 1770-es évek – 1780-as évek – 1790-es évek – 1800-as évek – 1810-es évek – 1820-as évek
Évek: 1774 – 1775 – 1776 – 1777 –  1778 – 1779 – 1780 – 1781 – 1782 – 1783 – 1784

## Események

### Határozott dátumú események
- április 23. – Mária Terézia Magyarországhoz csatolja Fiumét a magyar koronához tartozó külön testként, szabad kereskedelmi joggal.[1]
- május 13. – A bajor örökösödési háború lezárul a tescheni békeszerződéssel, melyben a Habsburgok lemondanak Bajorországról.[2]
- július 12. – Bessenyei György megalapítja a Hazafiúi Magyar Társaságot.[3]
- július 16. – Mária Terézia kiadja a Rescriptum Declaratorium Illyricae Nationis című rendeletét mely szerint a magyarországi szerbek vallási ügyek kivételével a helyi hatóságoknak vannak alárendelve.[4]
- július 16. – Mária Terézia eltörli a Horvát Kormányzó Tanácsot.
- október 1. – III. Gusztáv svéd király megalapítja Tamperét.[5]

### Határozatlan dátumú események
- Országos tífuszjárvány Magyarországon.
- Csillagvizsgáló nyílik a budai egyetemen.

## Az év témái

### 1779 az irodalomban
- Bécsben megjelenik Bessenyei György Holmi című műve.

## Születések
- március 1. – Ruszek József, író, nyelvész, veszprémi kanonok († 1851)
- június 11. – Bernhard von Lindenau, német államférfi, jogász és csillagász († 1854)
- június 13. – Egyed Antal, pécsi egyházmegyei katolikus pap, a Magyar Tudományos Akadémia levelező tagja, költő († 1862)
- június 30. – Adam Heinrich Müller, német közgazdász és politikus († 1829)
- augusztus 20. – Jöns Jakob Berzelius, svéd kémikus († 1848)
- szeptember 8. – IV. Musztafa, az Oszmán Birodalom szultánja († 1808)
- november 14. – Adam Gottlob Oehlenschläger, dán költő († 1850)
- december 9. – Erőss Gábor, egri kanonok († 1836)
- december 13. – Barat Szent Magdolna-Zsófia szentté avatott francia apáca, a Szent Szív Társaság alapítója († 1865)

## Halálozások
- január 14. – Deáki Filep Pál, református lelkész, idősebb Wesselényi Miklós nevelője (* ?)
- január 20. – David Garrick, angol színész és drámaíró (*1716)
- február 14. – James Cook, hajóskapitány, felfedező (* 1728)
- április 18. – Fazola Henrik, lakatosmester, gyártulajdonos (* 1730 körül)
- május 11. – Kováts Mihály, huszárezredes, az Amerikai Lovasság „alapító atyja” (* 1724)
- november 2. – Jean-Baptiste Siméon Chardin, francia festő (* 1699)
- december 1. – Johann Lucas Kracker, cseh festő (* 1719)
- december 18. – Faludi Ferenc, író, költő, fordító (* 1704)
- december 22. – Küzmics István, magyarországi szlovén (vend) evangélikus pap, Biblia-fordító, vallási író (* 1723)